# 300286 Zintun
300286 Zintun è un asteroide della fascia principale. Scoperto nel 2007, presenta un'orbita caratterizzata da un semiasse maggiore pari a 2,4663684 au e da un'eccentricità di 0,2331922, inclinata di 7,55560° rispetto all'eclittica.
L'asteroide è dedicato al lago Riyue attraverso endonimo in lingua thao.